# Made in Twenty (20)
Made in Twenty (20) è il quinto album in studio della discografia giapponese della cantante sudcoreana BoA, pubblicato nel 2007.

## Tracce
1. Lady Galaxy
2. 七色の明日 Brand New Beat (Nanairo no Ashita: Brand New Beat) (A Tomorrow of Seven Colors ~brand new beat~)
3. Winter Love
4. Still
5. So Real
6. Key of Heart
7. Our Love: To My Parents
8. No More Make Me Sick
9. Revolution-code:1986-1105 (feat. RAH-D)
10. Your Color
11. Prayer
12. Candle Lights
13. Gracious Days
14. Last Christmas (Bonus Track)
15. Winter Love Live ver.